# 吉爾摩 (姓氏)
吉爾摩（英語：Gilmore、 或 ）是英語化的蓋爾語姓氏。其来源有：
- 来源于爱尔兰阿尔斯特省和蘇格蘭高地，源自蓋爾語[Mac Gille Mhoire] 错误：{{Lang}}：缺少语言标签（帮助）（苏格兰盖尔语）或 [Mac Giolla Mhuire] 错误：{{Lang}}：缺少语言标签（帮助）（阿尔斯特爱尔兰语）的英语化，[1]意思是「聖母瑪利亞的僕人」。[1]
- 愛爾蘭阿馬郡的姓氏，源自蓋爾語：[Mac Gille Mura] 错误：{{Lang}}：缺少语言标签（帮助），意思是「聖村（多尼戈爾郡法翰（Fahan））的僕人」。[1]
- 愛爾蘭斯萊戈郡的姓氏，源自蓋爾語：[Mac Giolla Mhir] 错误：{{Lang}}：缺少语言标签（帮助），意思是「壮小伙之子」。[1]

## 人物
- 查尔斯·惠特尼·吉尔摩（Charles Whitney Gilmore），美国古生物学家；
- 大卫·吉尔摩（David Gilmour），英国歌手；
- 吉姆·吉尔摩（Jim Gilmore），美国弗吉尼亚州前州长。